# جیرنده
جیرنده شهری در بخش عمارلو شهرستان رودبار استان گیلان است و در ۳۵ کیلومتری لوشان، ۶۵ کیلومتری رودبار و ۱۲۰ کیلومتری رشت قرار دارد و آب و هوای آن سرد و کوهستانی است.
روستای جیرنده زادگاه بازیکن تیم ملی ایران یعنی علیرضا جهانبخش است که باعث افتخار این روستا است.

## وجه تسمیه
نام بومی این شهر، جیرین دیه می‌باشد؛ که معادل فارسی آن ده زیرین معنی می‌شود:
جیرین = زیرین + دیه = ده

## جغرافیای طبیعی
این منطقه دارای آب و هوای معتدل کوهستانی است. در ارتفاع بیش از ۱٬۳۷۷ متری از سطح آب‌های آزاد واقع است. از شمال به جنگل‌های راش و از غرب به جنگل‌های سرو کوهی (اُرس) (به تاتی: اروس) و از جنوب به باغستان‌ها مشرف می‌شود.

محله قدیمی جیرنده

## زبان
مردم جیرنده رودبار به زبان تاتی و گالشی  با گویش عمارلویی سخن می‌گویند.
همچنین عده‌ای از کردهای مهاجر که در زمان صفویه و نادرشاه در عمارلو و رحمت‌آباد ساکن شدند و که آنها هم به زبان تاتی حرف و همچنین زبان مخصوص خود می‌زنند، ولی همه تا حدودی به زبان گیلکی به واسطه شرایط قرارگیری در گیلان آشنایی دارند.
به گفته سبزعلیپور مردمان تات زبان رودبار در دو منطقه عمارلو و خورگام زندگی می‌کنند. مرکز بخش عمارلو جیرنده است و علاوه بر آن روستاهای انبوه، کلیشم، خرم‌کوه، ویه، ناوه، لایه، نوده فاراب، یکنم، ایینه‌ده، پاکده، داماش، بیورزین، پارودبار، اسکابن، کرماک به زبان تاتی تکلم می‌کنند. در بخش خورگام مرکز بخش یعنی بره‌سر و روستاهای ناش، اسطلخ‌کوه، چیچال، لیاول علیا، چلوانسرا، قوشه لانه، سه پستانک، گرزنه چاک، کشکش به زبان تاتی تکلم می‌کنند.
طبق نظر او رودبار یک منطقه چند زبانه هست و در آن به تاتی، کردی (کرمانجی)، گالشی و تالشی سخن می‌گویند. تاتی رودبار در جنوب گیلان در رودبار، پیرکوه، خورگام، رحمت‌آباد، رستم‌آباد و فاراب گویش می‌شود و گیلکی رودبار در جنوب گیلان، در رستم‌آباد، رودبار، منجیل و لوشان و … رایج است.
در فرهنگ جغرافیایی ایران جیرنده را قصبه و مرکز بلوک فاراب ذکر کرده و از گویش تاتی اهالی و گلیم‌بافی و جوراب‌بافی آنجا سخن گفته است.>جیرنده رزم آرا، فرهنگ جغرافیایی ایران (آبادیها)، جلد ۲، ص ۷۴.</ref>

## مردم و زبان
بخشی از مردم جیرنده تات ، دیلمی ( گالش ) بخشی دیگر کرد می‌باشند. کردها حدود ۳۰۰ الی ۴۰۰ سال پیش به جیرنده کوچ آنده شده‌اند برای مبارزه با روسیه تزاری در کنار مردمان بومی کردهای جیرنده از ایل عمارلو هستند و در حال حاضر همانند سایر مردم به زبان دیلمی (گالشی) و تاتی  گویش عمارلویی که یکی از گویش‌های زبان تاتی هست صحبت می‌کنند.

## خان‌های عمارلو
ولی خان نیای بزرگ اهالی جیرنده، داماش و عمارلو شناخته می‌شود. فرزندان ولی خان عمارلو خوانین جیرنده بوده‌اند؛ جیرنده مرکز منطقه عمارلو شناخته می‌شود.
فرزندان ولی خان عمارلو عبارتند از:
- قربانعلی خان
- محمد خان
- حیدر خان
- نوروز خان
- کسرا خان
- محراب خان
- آدینه خان
- شریف خان

### پناه خان انبارلو
به گفته ادیب الشعراء (صفحه ۱۱۴–۱۱۵)، وی از خمسه قزوین با لشکری آراسته به جنگ آزاد خان افغان حاکم آذربایجان رفت، اما آزاد خان ۴۰۰۰ تن از لشکریانش را به سرداری فتحعلی خان افشار به دفعش فرستاد. در جنگی که در نزدیکی تبریز میان ایشان درگرفت پناه خان انبارلو شکست خورد و گریخت.

### رستم خان عمارلو
در مجمع التواریخ گلستانه (صفحه۳۹۳) او را از سرداران کریم خان زند دانسته که در جنگ با آزاد خان افغان، هم راه کریم خان، حیدر خان، شیخ مراد خان، کاکاخان و مهرعلیخان در قلب سپاه جای داشته است. به گفته رابینو در کتاب دارالمرز گیلان وی آخرین حاکم عمارلوئی در تنکابن بوده است. او پس از ابراهیم خان حکومت داشت. حکومتش به دست هدایت خان حاکم گیلان برچیده شد و با رضایت کریم خان زند از آن پس تنکابن پاره‌ای از گیلان شد.

### ابراهیم خان عمارلو
در تاریخ دارالمرز گیلان، رابینو او را حاکم تنکابن (۱۱۷۵–۱۱۸۵) خوانده است.
همچنین کسرا خان عمارلوئی، در مجمع التواریه گلستانه (صفحه ۴۱۶) از آخرین خان‌های عمارلو بوده که در دوران حکومت پر شکوهش از اوایل پاییز تا اواخر بهار سال ۱۱۸۸ قزوین را به محاصره خود درآورده بود که چندی از سرداران همراه کسرا امیری جیرنده: اهورا عزم زاده، محمد الحسین کیبرایی، سردار اسمعیل عمارلوئی و محمد السیاهدنی اشاره کرد. این جنگ جیرندگان نام داشت که در تاریخ ۱۱۸۹ با توافق دو طرف به پایان رسید. مقبره این خان هنوز کشف نشده ولی طبق احتمال تاریخ شناسان مقبره آن در حمام قدیمی جیرنده قرار دارد.

## سرشناسان دیگر جیرنده
عمارلو، و جیرنده دارای افراد سرشناس بسیاری در تاریخ بوده‌اند. برای نمونه جناب آقای ضیاءالدین توکلی عمارلو، در سال ۱۳۵۵ خورشیدی ریاست شورای شهرستان رودبار را بر عهده داشتند (نفر هشتم از راست در تصویر).

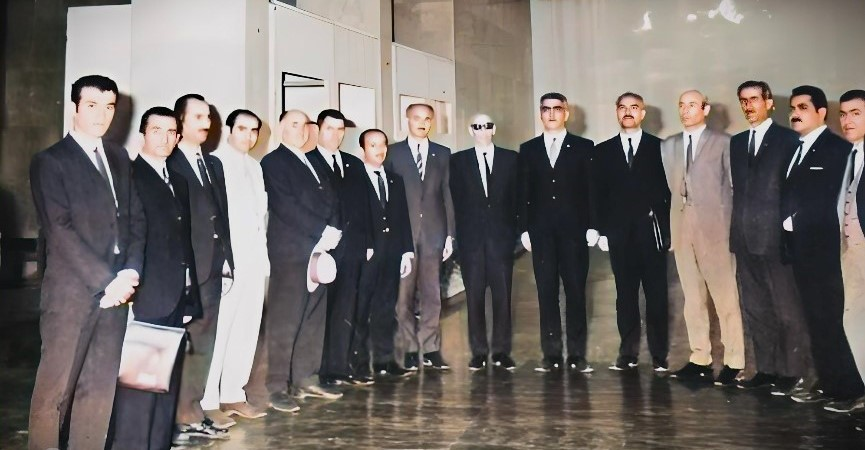
دیدار انجمن ایالتی و ولایتی شهرستان رودبار از دربار، به ریاست جناب آقای ضیاءالدین توکلی، سال ۱۳۵۵ خورشیدی

## جمعیت
جمعیت جیرنده براساس سرشماری اولیه ۱۳۹۰، ۲٬۵۸۴ نفر اعلام شده است.

## محله‌ها
محله‌های قدیمی جیرنده عبارت‌اند از:
- خیاطیه محله
- نوروزخانیه محله
- محمدخانیه محله
- حیدرخانیه محله
- رضاکیه محله
- غلامعلیه محله
- میانه کوشک
- میشینان
- تَکیَّه
- سیاه چاله
- داماشیه محله
- گر محله

رودخان

بعد از زلزله رودبار، جیرنده به سه فاز تقسیم شد. 

امامزاده محمد جیرنده

## اماکن تاریخی
- کوله سرها: تا مدت‌ها پس از ورود اسلام به ایران به دلیل کوهستانی بودن همچونان کیش باستانی خود، مهرپرستی را پاس می‌داشتند. آتش نزد ایشان از احترام ویژه‌ای برخوردار بوده است و برای پاسداری از آتش جایگاه‌های آتشی با نام کوله سر در چند نقطه شهر برپا بوده است که امروزه آثاری از آن برپاست. کوله سرها تا پیش از برپایی سلسله پهلوی کاربری پخش آتش برای منطقه عمارلو بر عهده داشته است.
- حمام قدیمی جیرنده

حمام قدیمی جیرنده؛ ساخته شده در زمان شاه عباس صفوی
حمام ساخته شده در زمان شاه عباس صفوی
باغهای جیرنده در نوروز
جیرنده از بالای کوه دوبرارکان
نمای باغی در جیرنده